# Njivice, Radeče
Njivice este o localitate din comuna Radeče, Slovenia, cu o populație de 119 locuitori.